# Universitätsbibliothek der Wirtschaftsuniversität Wien
Die Universitätsbibliothek der Wirtschaftsuniversität Wien (WU) hat einen breiten Fächer an Informationsressourcen aus den Bereichen der Sozial- und Wirtschaftswissenschaften sowie diverser ergänzender Fachbereiche, die an der WU in den Bereichen Lehre und Forschung von Relevanz sind.
Sie ist die größte wirtschaftswissenschaftliche Bibliothek in Österreich und eine der größten im deutschsprachigen Raum. Als Teil der Wirtschaftsuniversität Wien (WU) befindet sich die Universitätsbibliothek auf dem Campus WU in Wiens 2. Bezirk, Leopoldstadt.

## Geschichte

### Exportakademie und Hochschule für Welthandel
Die Exportakademie des k. k. österreichischen Handelsmuseums wurde 1898 gegründet und erhielt dabei eine eigene Bibliothek. Mit dem 1. Oktober des Jahres begann der Studienbetrieb. Das Ministerium fertigte folgenden Erlass für die Existenz der Exportakademie und der Bibliothek an: „Diese Schule ist als ein integrirender Bestandtheil des Handelsmuseums gedacht, um die commerciellen Sammlungen sowie die Bibliothek des Institutes dafür verwenden zu können und den Hörern Gelegenheit zu bieten, in das vom Museum seit einer Reihe von Jahren betriebene kaufmännische Informationswesen Einsicht zu nehmen, welche sich mit der Ertheilung von Auskünften und Rathschlägen über Bezugs- und Absatzverhältnisse u.s.w. beschäftigt“. Im ersten Studienjahr (1898/99) kam es zum Erwerb von 115 Werken in 142 Bänden. In den Jahren 1909 und 1910 wurde der zweibändige „Katalog der Bibliothek der Exportakademie des k.k. österreichischen Handelsmuseums in Wien“ von Franz Bayer veröffentlicht, der seit 1893 Bibliothekar des Handelsmuseums war. Der erste Band enthielt als Titelverzeichnis 5000 Bände und 50 laufende Zeitschriften, der zweite war ein systematisches Verzeichnis des Buchbestandes.
Über die Sammelschwerpunkte der Bibliothek schrieb der Leiter der Exportakademie Schmid 1914:
„Da die Bibliothek in ihrem Hauptcharakter, entsprechend den Aufgaben und Zielen der Exportakademie, eine Spezialbibliothek ist, so sind in ihr vornehmlich die kommerziellen Fächer im weitesten Umfange, die Rechtswissenschaften, politische Ökonomie und Staatswissenschaften, Geographie, Verkehrswesen, Statistik, die technischen Wissenschaften, Warenkunde und Sprachen vertreten … Die Bücher sind in der Regel Neuerscheinungen, doch werden viele auch – einzeln oder in Kollektionen – antiquarisch im In- und Ausland oder von Privaten erworben. Hin und wieder kommen verschiedene Publikationen der Bibliothek geschenkweise zu.“

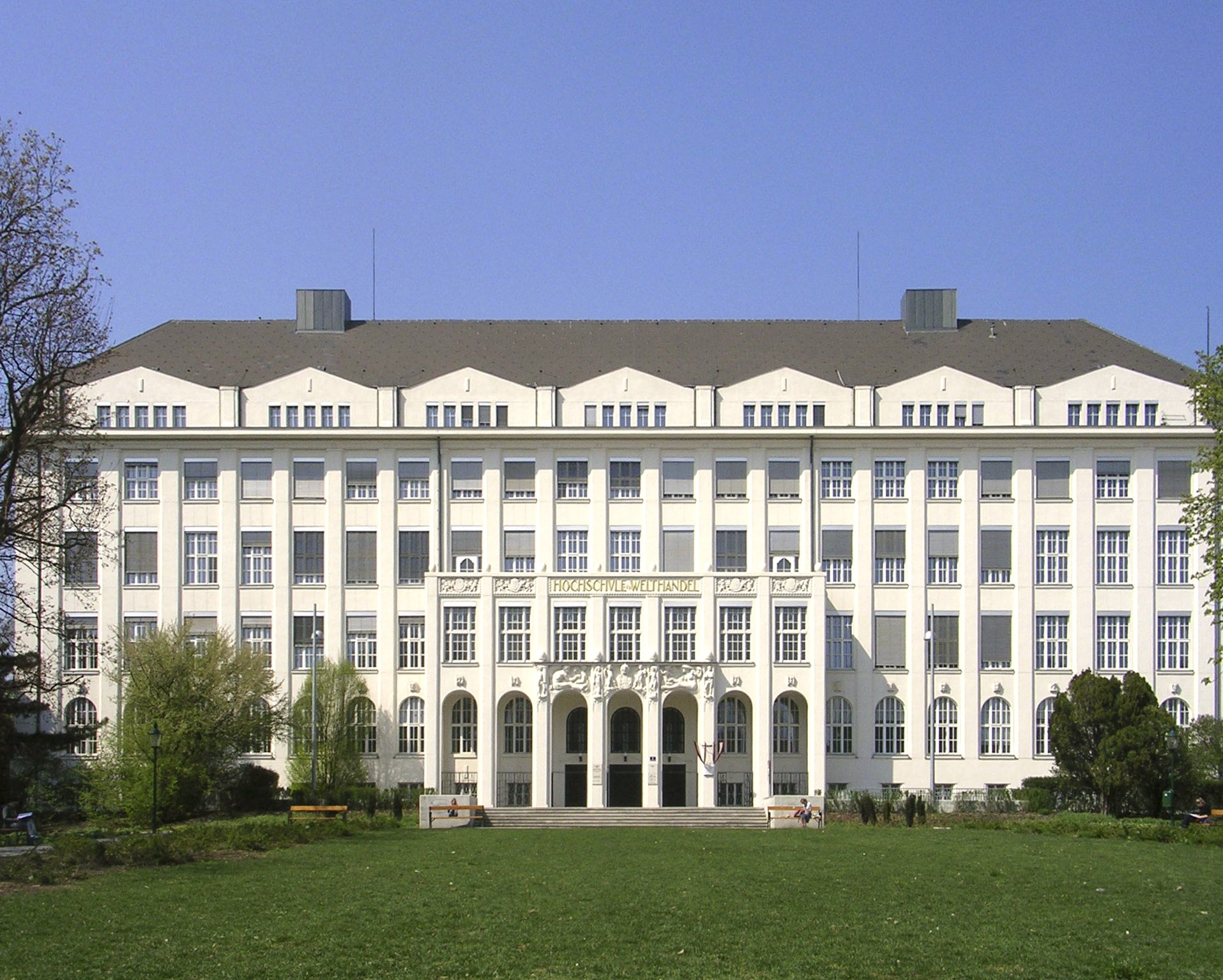
Hochschule für Welthandel in Döbling

1916 übersiedelte die Exportakademie in ein neu errichtetes Gebäude in Wien-Döbling, im 19. Bezirk. Im neuen Gebäude wurde die Bibliothek provisorisch im Untergeschoß untergebracht, wo sie sich letztendlich die folgenden vierzig Jahre befand.
Mit der Umwandlung der Exportakademie in die Hochschule für Welthandel im Jahre 1919 wurde die Bibliothek zur Hochschulbibliothek. Als Folge der Verleihung des Promotionsrechtes erhielt die Bibliothek ab 1930 die an der Hochschule verfassten Dissertationen.
Nach der Annexion Österreichs durch das nationalsozialistische Deutsche Reich im März 1938 wurde die Bibliothek in den deutschen und internationalen Leihverkehr einbezogen. Außerdem wurde der Leiter der Bibliothek Dr. Gustav Blenk zusammen mit weiteren Professoren im Rahmen der Verordnung zur Neuordnung des österreichischen Berufsbeamtentums beurlaubt. An seine Stelle trat Siegfried Freiberg. Nach dem Ende des Zweiten Weltkrieges beurteilte die Entnazifizierungskommission Freiberg zwar als positiv, jedoch wurde an seiner Stelle Arnold Winkler, der zu den 1938 beurlaubten Professoren gehörte, zum Leiter der Bibliothek ernannt. Freiberg wurde 1946 verwiesen, nachdem er versucht hatte, die folgende, der Entnazifizierungskommission bekannte Notiz aus dem Bibliothek-Tagebuch zu vernichten: „Ein Jahr nach der Heimkehr der Ostmark ins Reich ist vergangen. Mit ebenso großen Lettern darf eine neue Ruhmestat des Führers in diesem Buch vermerkt werden. 16. März 1939: Das Deutsche Reich übernimmt das Protektorat über Böhmen und Mähren (und die Slowakei.)“ Er begann im Jahr darauf in der Bibliothek der Akademie der Bildenden Künste zu arbeiten und wurde 1948 von seinen Sühnefolgen befreit.
Des Weiteren sollten nationalsozialistische Bücher aus dem Bestand der Bibliothek, die nicht unmittelbar mit der Fachwissenschaft verbunden waren, bis zum 31. März 1947 vernichtet werden. Außerdem begann die Erstellung eines systematischen Katalogs (nach Fachgruppen geordnet) für Literatur ab dem Erscheinungsjahr 1945. Das Hochschulorganisationsgesetz (HOG 1955) regelte ab 1955, dass die Leitung der Bibliothek unmittelbar dem Bundesministerium für Unterricht untersteht. Im nächsten Jahr eröffnete der Zubau der Hochschule für Welthandel, in den die gesamte Bibliothek einzog. Es gab dort einen neuen Lesesaal, ein Katalog- und ein Zeitschriftenzimmer, eine Bücherausgabe, eine Garderobe und ein zweigeschoßiges Büchermagazin. 1966 wurde mit dem Inkrafttreten des Allgemeinen Hochschul-Studiengesetzes die Ablieferungspflicht der Diplomarbeiten und der Dissertationen an die Bibliothek der Hochschule festgelegt. Von da an wurden neben den Dissertationen auch die Diplomarbeiten der Hochschule in den Bestand der Bibliothek aufgenommen.

### Wirtschaftsuniversität Wien
Im 1974 eröffneten Westtraktneubau der Hochschule entlang der Gymnasiumstraße erhielt die Bibliothek 412 m² zusätzliche Fläche mit einem neuen Bücherspeicher, einem zweiten Lesesaal, einem Katalograum etc. Im Jahr darauf wurde das Universitäts-Organisationsgesetz (UOG 1975) verabschiedet. Damit bildete die gesamte an einer Universität vorhandene Literatur sowie die sonstigen Informationsträger den Bestand der Universitätsbibliothek (§84 UOG). Die Hochschule für Welthandel wurde gemäß UOG 1975 in Wirtschaftsuniversität Wien umbenannt. So änderte sich der Name der Bibliothek zu Universitätsbibliothek der WU Wien.
1982 zog die WU in den Neubau des Universitätszentrums Althanstraße am Standort Augasse 2–6, 1090 Wien, der am 15. September eröffnet wurde. Dort war die Universitätsbibliothek in einem eigenen 4-stöckigen Gebäude auf 7.188 m² Nutzfläche untergebracht (Standort: 48° 13′ 51″ N, 16° 21′ 29″ O). Davon waren 4.622 m² Benützungsflächen (Freihandlesezonen, Lehrbuchsammlung, Katalog- und Entlehnbereich) mit 480 Leseplätzen, 1.789 m² den Büchermagazinen und 768 m² der Administration gewidmet.

### Beginn der Automatisierung
Im Jahr 1988 startete das Projekt „Bibliotheksinformationssystem“. Zusätzlich ging das WU-Net, das lokale Netz, in Betrieb und Hyperbib, ein auf HyperCard basierendes System zur Verwaltung von Literaturzitaten, wurde fertiggestellt. 

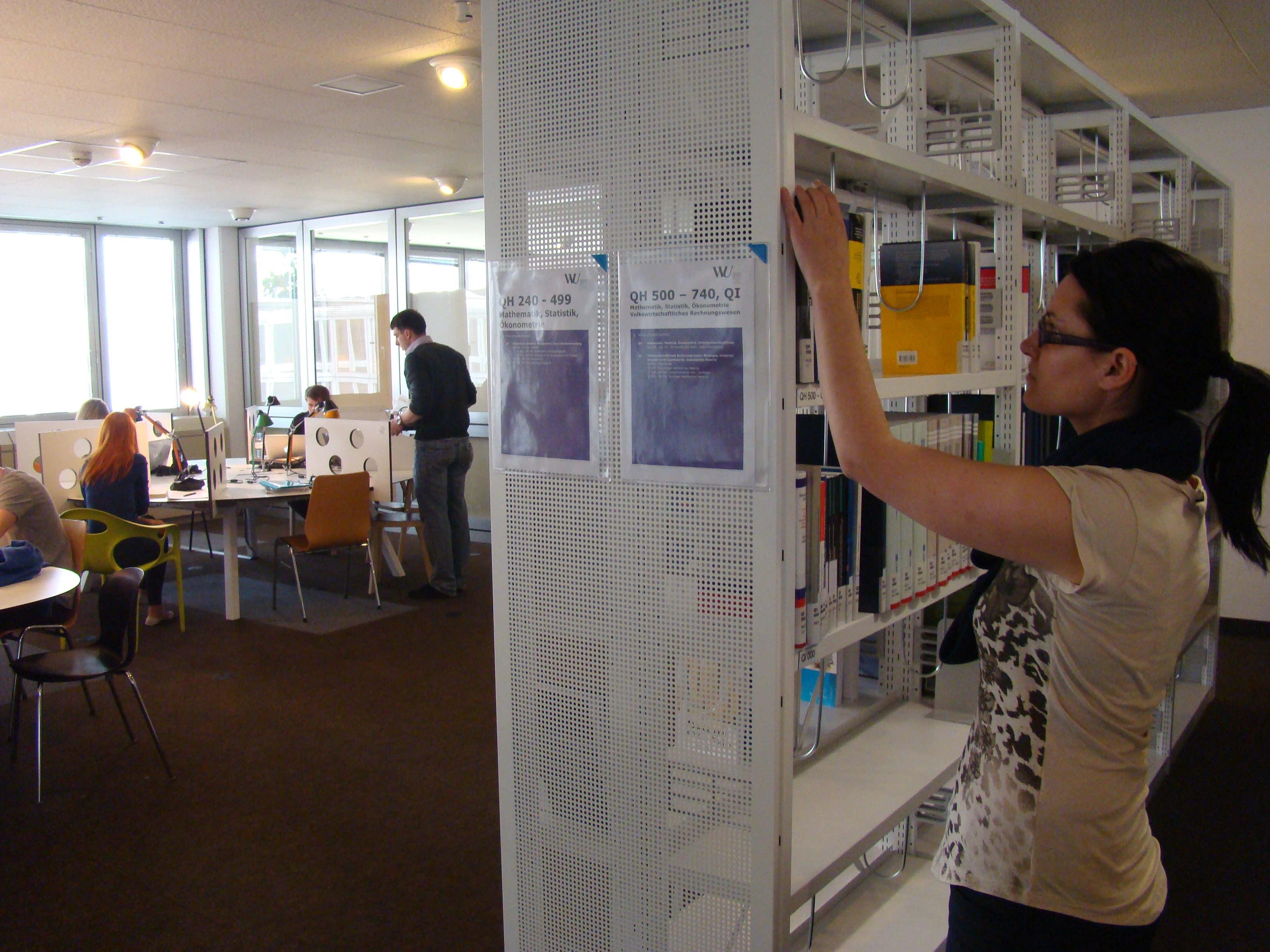
Lesesaal am alten Standort Augasse

Zwei Jahre später wurde die Sozialwissenschaftliche Informationsstelle (SOWIS) eingerichtet. Sie war mit den Aufgaben der Forschungsdokumentation, Dokumentation Grauer Literatur und Informationsvermittlung im Zusammenhang mit den Sozialwissenschaften betraut.
Die Universitätsbibliothek erweiterte ihre Dienstleistungen 1986 durch:
- Zentrale Katalogisierung für die Bestände der Institutsbibliotheken
- Aufbau eines Zeitschriften-Zentralkatalogs der WU
- Recherchetätigkeit der SOWIS in den relevanten nationalen und internationalen Datenbanken
- Aufbau der sozial- und wirtschaftswissenschaftlichen Forschungsdatenbank IDAS
- Einrichtung eines Fachauskunftsdienstes im Katalogbereich; Bibliotheksfolder mit Benützungsanleitungen[14]

Im darauffolgenden Jahr begann das Projekt „WU 2000-Bibliotheksinformationssystem“. In diesem Rahmen erarbeitete die Bibliothek eine Strategie zur zukünftigen Entwicklung des Bibliothekswesens an der WU. Nach der Auswertung einer WU-weiten Umfrage zu den Wünschen der Benutzer wurden hierfür vom Projektteam die zwei Hauptziele definiert. So stand die „Rasche Befriedigung des Bedarfs an Literaturinformationen am wissenschaftlichen Arbeitsplatz“ an der WU im Vordergrund. Zudem wurde der „Aufbau eines WU-weiten, zentral betreuten, einheitlichen Bibliotheksinformationssystems mit der Möglichkeit von einheitsübergreifenden Literaturrecherchen und Verbundfähigkeit nach außen“ angestrebt.
Zeitgleich wurde die Lehrbuchsammlung in Freihandaufstellung errichtet. 1989 begann die Teilnahme am automationsgestützten integrierten Verbundkatalog der wissenschaftlichen Bibliotheken Österreichs (BIBOS). Hauptziel war die Schaffung eines österreichweiten Verbundes von wissenschaftlichen Bibliotheken mit der Möglichkeit, die jeweiligen Bestände von einem beliebigen Ort aus recherchieren zu können.
Die Spendenaktion „Bildung braucht Bücher“ des Rektors und der Österreichischen Hochschülerschaft der WU im Jahr 1993 erbrachte 1,3 Mio. öS. Davon erhielt die Hauptbibliothek 600.000 öS und schaffte mit diesem Geld weitere Lehrbücher an. Im folgenden Jahr wurde das Projekt „CD-ROM im Netz“ realisiert, womit die Bibliothek über 36 Datenbanken auf CD-ROMs verfügte.
1995 wurde diese Sammlung durch die Erwerbung der Business Periodicals Ondisc (BPO) mit über 500 englischsprachigen Zeitschriften im Volltext auf 600 CD-ROMs ergänzt und ein neuer CD-ROM-Literaturrecherchen-Raum mit 20 Arbeitsplätzen in der SOWIS eingerichtet.
Die Services der Bibliothek wurden 1996 um das Document-Delivery-Service und die Online-Suche im Teilkatalog Dissertationen nach WU-Abschlussarbeiten erweitert.
Am 25. Juni 1997 änderte sich die rechtliche Grundlage der Universitätsbibliothek, da die Wirtschaftsuniversität Wien in das UOG 1993 „kippte“. Damit war die Universitätsbibliothek nicht länger direkt dem Bildungsministerium unterstellt, sondern der Universitätsleitung. Im gleichen Jahr wurden Zeitschriften an der WU online verfügbar gemacht. Die Firma ExLibris erhielt den Zuschlag für die Einführung des neuen Bibliothekenverbundsystems Aleph 500 an der Bibliothek, das am Ende des Jahres 1998 in Betrieb ging.
In einer weiteren Neuorganisation der drei Hauptabteilungen der Bibliothek wurde 2002 das InfoCenter (seit 2013: Bibliotheksinformation) eingeführt. Hier können Fragen die Literaturrecherche und die Suche nach Fachinformationen betreffend gestellt werden. Die Nutzer erhalten Information, Beratung und Unterstützung, angefangen bei Problemen mit einer Literaturliste bis hin zur Informationsrecherche für eine Abschluss- oder Forschungsarbeit. Zudem ging ePubWU – die elektronische Publikationsplattform der WU für Dissertationen und Working Papers in Betrieb.
Im darauffolgenden Jahr wurde der Ausbau der Digitalen Bibliothek als strategisches Ziel definiert. Des Weiteren wurde das SFX-Service gestartet. Seither können die Benutzer direkt eine Suche nach alternativen Zugangsmöglichkeiten beginnen, falls ein Medium nicht verfügbar sein sollte. Dabei wird bei gedruckten Werken über die Bestände des gesamten österreichischen Bibliothekenverbunds gesucht und im Falle einer Recherche nach einer elektronischen Zeitschrift oder einem Artikel überprüft, ob der Inhalt über einen anderen Anbieter zugänglich ist.
Seit 2004 (Berichtsjahr 2003) nimmt die Bibliothek am BIX – Bibliotheksindex, einem deutschen Benchmarking-Projekt für wissenschaftliche Bibliotheken teil.
Im August 2017 stieg die Universitätsbibliothek der WU Wien gemeinsam mit sechs weiteren Bibliotheken des Österreichischen Bibliothekenverbundes auf die cloudbasierte Bibliothekssoftware Alma der Firma ExLibris um.

### Brand

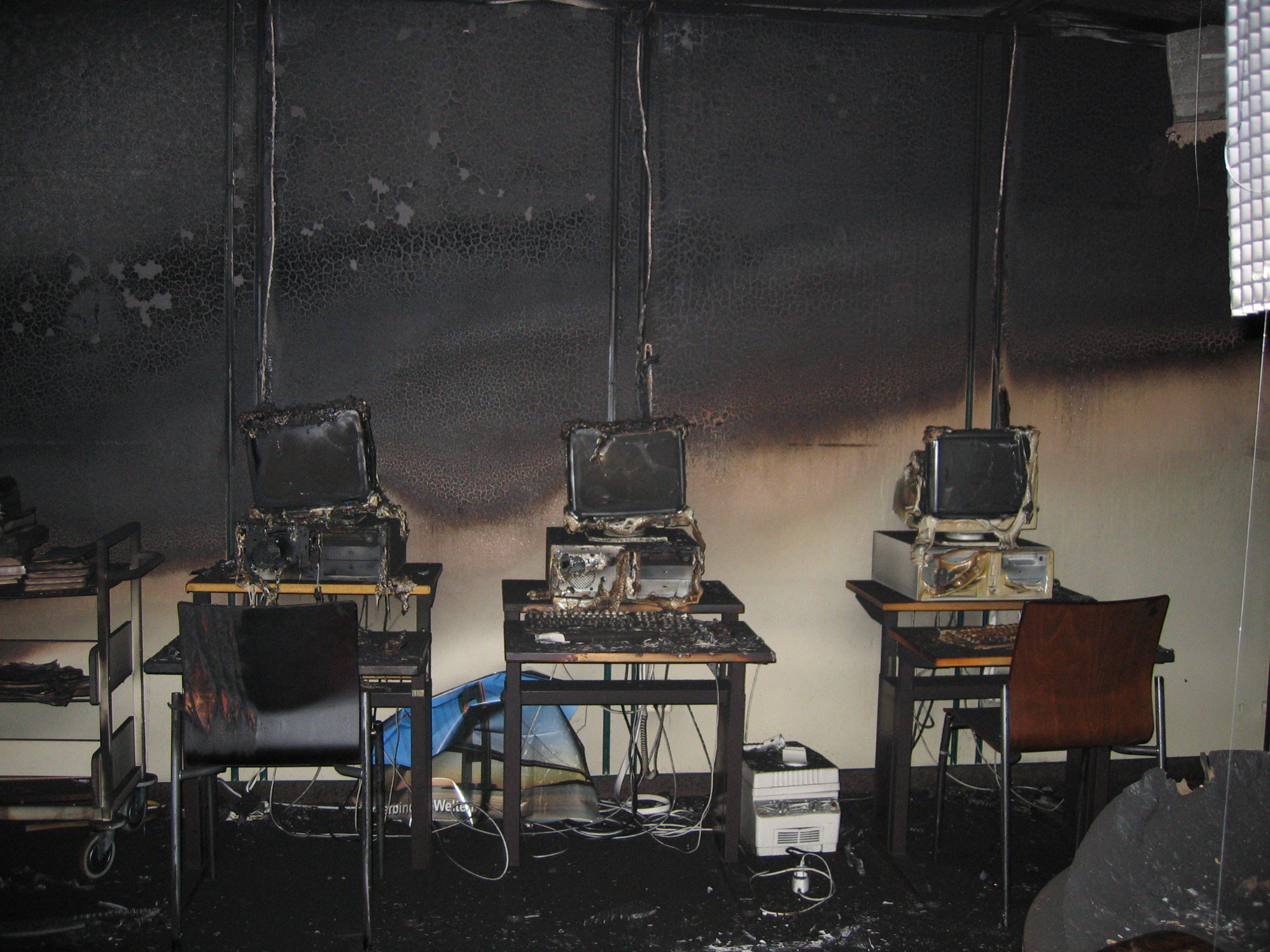
Beschädigte Benutzer-PCs

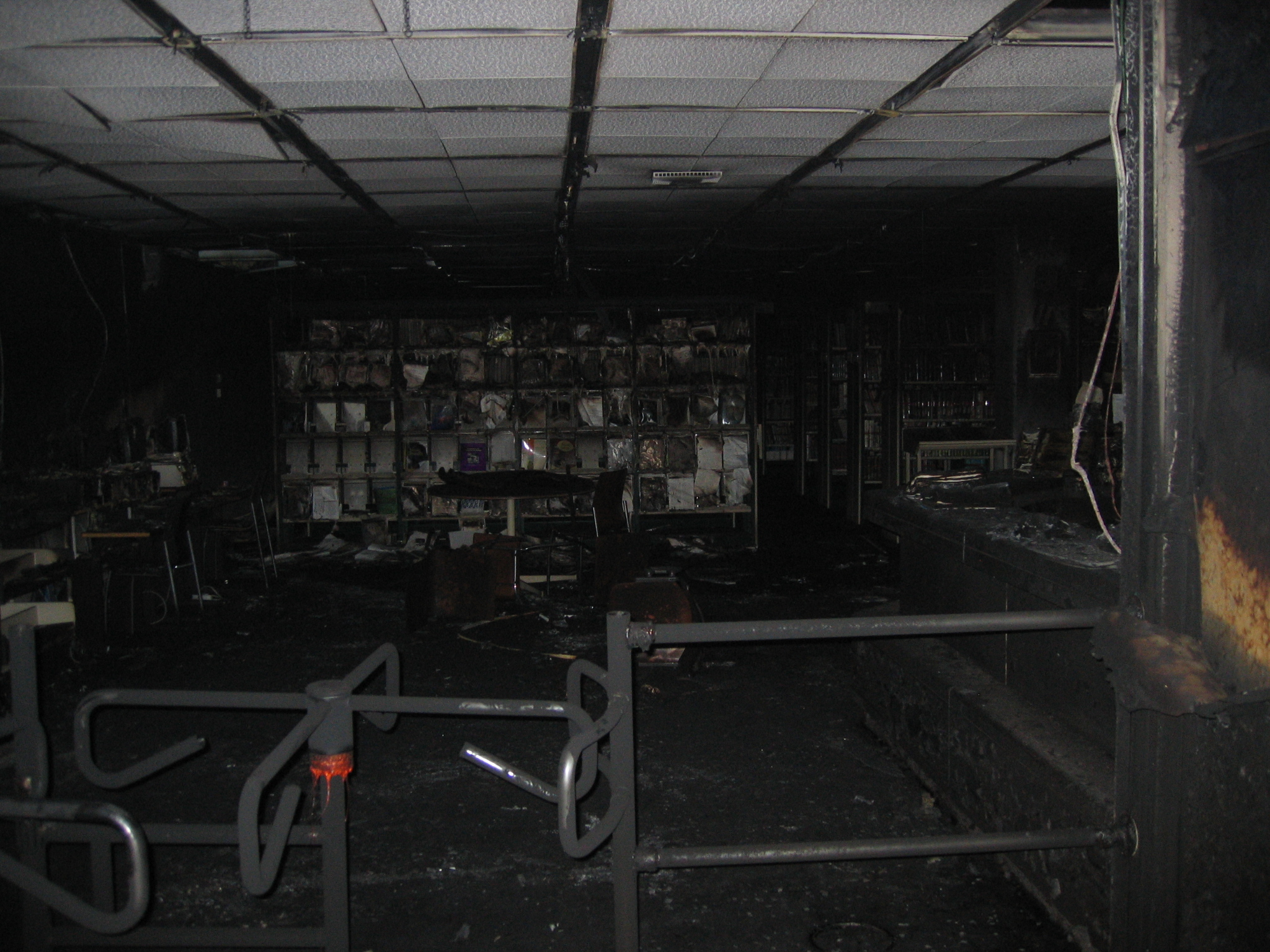
Brandschäden im Eingangs- und Zeitschriftenbereich

In der Nacht vom 13. Dezember 2005 wurde durch Brandstiftung die im 1. UG des Bibliotheksgebäudes gelegene Fachbereichsbibliothek für Biologie schwer beschädigt. Der Lesesaal der WU-Bibliothek war ebenfalls betroffen. So musste der gesamte Freihandbereich mit ca. 40.000 Bänden sowie den öffentlichen PCs durch eine spezielle Reinigung von Ruß befreit und instand gesetzt werden. Auch ein Teil der PCs und Drucker, ein Selbstverbuchungsgerät, der CD-ROM-Server und die Buchsicherungsanlage wurden beschädigt oder zerstört.
Der Täter konnte später ermittelt werden und wurde 2007 zu sechs Jahren Haft verurteilt.
Am 9. Jänner 2006 konnte die Bibliothek teilweise wieder geöffnet werden und am 23. Jänner befanden sich alle Bücher wieder an ihrem Platz. Jedoch dauerte es das gesamte Jahr 2006, bis die Folgen des Brandes vollständig beseitigt werden konnten.

### Der Weg zum Campus WU
Die Entscheidung für den Neubau der WU fiel kurz vor Weihnachten im Jahr 2005.
Im Zuge des geplanten WU-Neubaus wurden 2007 Berechnungen des künftigen Raumbedarfs angestellt. Zudem wurden die Bestände der Jahre 1931–1985 retrokatalogisiert. Die Bibliothek veranstaltete außerdem zwei internationale Tagungen (EBSLG, Nereus) im Rahmen ihrer Netzwerkkooperationen.
Aus dem Architekturwettbewerb für den Neubau ging 2008 das Büro Zaha Hadid als Gewinner für das Library & Learning Center (LLC, später LC), das auch die Bibliothek beherbergen soll, hervor. Das LC wurde als Mittelpunkt des neuen Campus der WU und architektonisches Landmark geplant.
Zum Wintersemester 2013/2014 wurde die Universitätsbibliothek nach der Übersiedlung von der Augasse am neuen Campus WU eröffnet.

## Organisation
Mit dem Umzug in das neue Gebäude wurde die Bibliothek neu strukturiert. So wurden die mehr als 65 Institutsbibliotheken und die Hauptbibliothek in ein einschichtiges System überführt, das aus einem Bibliothekszentrum und drei Standorten in den Departments besteht. Diese werden gemeinsam als Universitätsbibliothek betrieben.
Die Bibliotheksverwaltung untersteht der Bibliotheksdirektion und gliedert sich in die Abteilungen Servicemanagement, Bestandsmanagement, Medienmanagement, e-Ressourcen und Zeitschriften sowie die Abteilung Benutzungsmanagement.

## Standorte
Die Universitätsbibliothek der WU besteht aus vier unterschiedlichen Standorten, die alle auf dem Campus WU liegen.
Der Hauptstandort ist das Bibliothekszentrum, die weiteren Standorte sind die Bibliotheken Recht (D3), Sozialwissenschaften (D4) und Wirtschaftssprachen (D2), die in den jeweiligen Departmentgebäuden zu finden sind. Das Bibliothekszentrum ist im Gebäude LC, dem Library und Learning Center untergebracht.

### Bibliothekszentrum
Das Bibliothekszentrum im Gebäude LC verteilt sich auf insgesamt sieben Ebenen. Auf den Ebenen 5 und 6 befinden sich die Buchbestände ab 2004 thematisch sortiert nach der RVK. Die darunter liegende Ebene 4 ist die kommunikative Zone mit der Bibliotheksinformation, PC-Arbeitsplätzen, Newslounge, Zeitschriften und einem Café. Auf Ebene 3 sind die Nachschlagewerke aufgestellt, während sich auf Ebene 2 die Lehrbuchsammlung befindet. Über den Eingang auf Ebene 1 betritt der Benutzer die Bibliothek. Zudem sind dort der Bibliotheksempfang, Rückgabeautomat, Selbstabholregale für Bücherreservierungen und die Kassaautomaten. Ältere Buchbestände (vor 2004), Zeitschriften vergangener Jahrgänge sowie Abschlussarbeiten sind auf der Ebene −2 frei zugänglich aufgestellt.

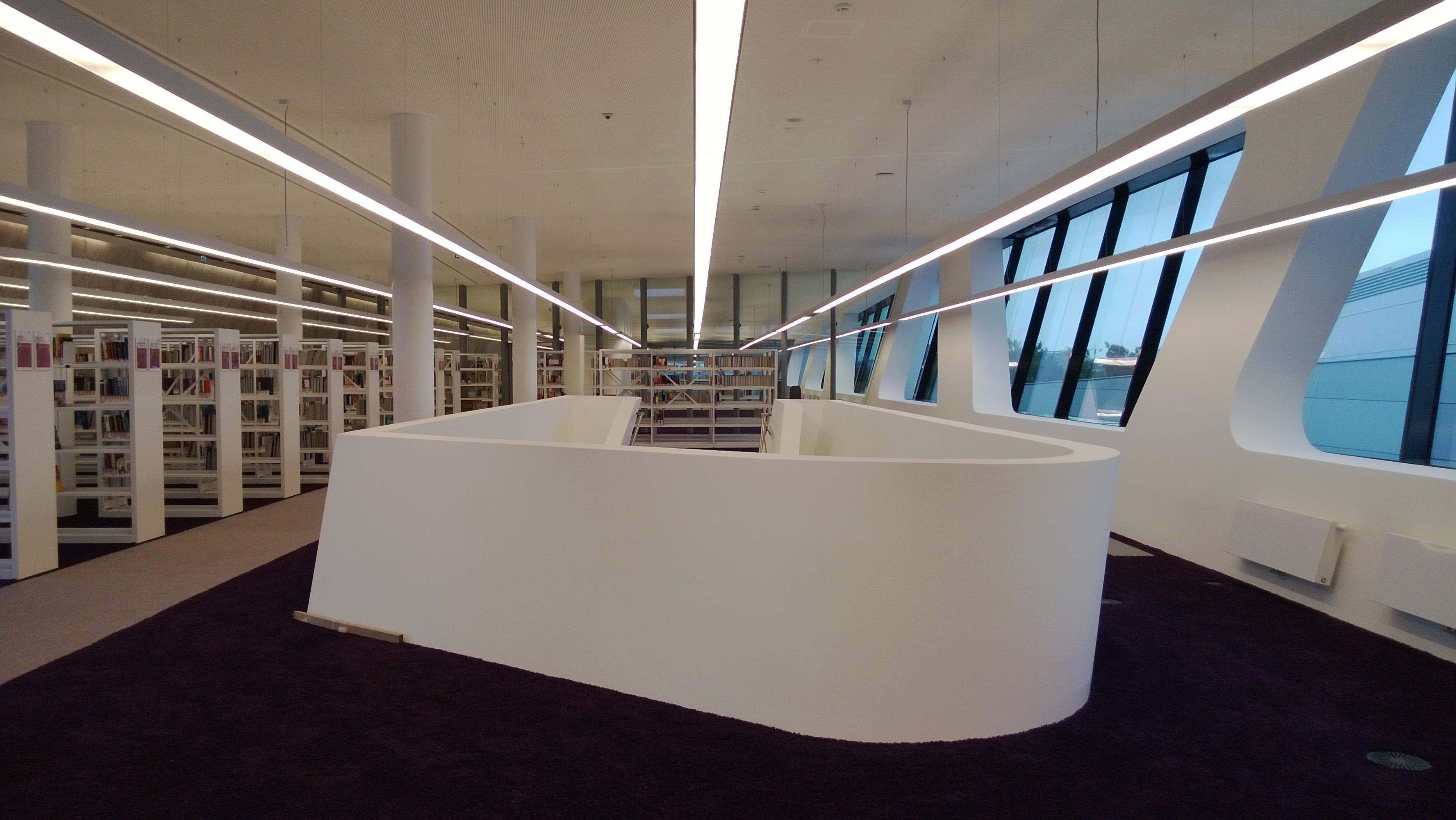
6. Ebene im Bibliothekszentrum

### Räume und Ausstattung
Der größte Teil des Bestandes des Bibliothekszentrums ist für die Benutzer frei zugänglich aufgestellt. Die Medien werden von den Benutzern selbstständig an Selbstverbuchungsgeräten entlehnt und über den von außerhalb zugänglichen Rückgabeautomaten zurückgegeben. Es stehen den Benutzern über die Ebenen und Standorte verteilt dreizehn Farbbuchscanner bis zu den Formaten A2 und A3 zur Verfügung. Die 1.500 Selbststudienplätze im Gebäude LC sind unterschiedlich ausgestaltet. Sie verteilen sich auf ruhige Zonen, Bereiche der Kommunikation, Projektarbeitsräume für Studierende, ein Bibliothekscafé und die Newslounge.

## Bestand und Fachbereiche der Bibliothek
Der Bibliotheksbestand der WU umfasst derzeit etwa 745.797 gedruckte Werke, 59.006 elektronische Bücher, 1.014 gedruckte Zeitschriften, 18.116 lizenzierte elektronische Zeitschriften und 119 Datenbanken. Zudem steht in der Newslounge ein Library Press Display-Terminal mit 1.600 Tages- und Wochenzeitungen zur Verfügung.
Die Bibliothek hat die Sammlungsschwerpunkte Betriebswirtschaft, Volkswirtschaft, Rechtswissenschaften (besonders Wirtschaftsrecht), Wirtschaftsinformatik, Statistik und Mathematik, Wirtschaftsgeographie und Wirtschaftsgeschichte, Soziologie und Wirtschaftspädagogik.

### Sondersammlungen Kurt W. Rothschild und Josef Steindl
Im Bibliothekszentrum befinden sich als Sondersammlungen die Nachlassbibliotheken von Kurt W. Rothschild und Josef Steindl. Es handelt sich hauptsächlich um wirtschaftswissenschaftliche Literatur, jedoch finden sich auch Werke anderer Fachbereiche in den Sammlungen (Rothschild: Soziologie, Politikwissenschaft, Geschichte, Philosophie; Steindl: Mathematik, Statistik, Naturwissenschaften). Der Bestand der Sondersammlungen enthält teilweise handschriftliche Anmerkungen u. Ä., die Rothschild und Steindl vorgenommen haben.

## Services
Die Universitätsbibliothek unterstützt mit ihren Dienstleistungen Forschung, Lehre und Studium an der WU Wien. Dafür bietet sie eine umfassende Literatur- und Informationsversorgung an und fördert die Benutzer im Umgang mit Literatur und Informationen. Durch die Bibliotheksinformation und die Rechercheberatung erhalten die Benutzer für sie passende Hilfestellungen. Des Weiteren werden Kurse zur Förderung der Informationskompetenz durchgeführt. Dieses Angebot wird mit E-Learning-Inhalten zur Recherche und Dokumentation auch elektronisch über die Lernplattform learn@wu unterstützt. Mit der Bibliothekssuchmaschine primo@wu werden ein Großteil der verschiedenen vorhandenen Materialien mit einer einzigen Suchabfrage durchsucht. Ist etwas nicht in der Universitätsbibliothek verfügbar, können die Benutzer seit 2003 mit der SFX-Funktion herausfinden, ob das gewünschte Medium über primo an einer anderen österreichischen Bibliothek oder bei einem anderen lizenzierten Anbieter von elektronischen Ressourcen zu finden ist.
Sollte ein Zeitschriftenartikel oder Buch nicht über die Universitätsbibliothek verfügbar sein, besteht die Möglichkeit, es über Fernleihe oder Document Delivery von einer anderen (österreichischen oder ausländischen) Bibliothek zu bestellen.
Für interessierte Gruppen werden Führungen organisiert. Mit einem Rundgang durch die Bibliothek wird in erster Linie ein allgemeiner Überblick über die räumliche Gliederung und über die Benutzungsbereiche der Bibliothek vermittelt.

## Projekte und Kooperationen

### Forschungsdatenbank IDAS
Unter der Leitung von Dr. Bettina Schmeikal ging 1986 die Forschungsprojektdatenbank IDAS in Betrieb. Erhoben und dokumentiert wurden österreichische Forschungsprojekte aus dem Bereich der Sozial- und Wirtschaftswissenschaften. Durch eine Kooperation mit dem IZ Sozialwissenschaften in Bonn wurden die Daten auch in der Datenbank FORIS nachgewiesen (FORIS ist in dem Datennetz „wiso Sozialwissenschaften“ enthalten und dadurch an Universitäten und Hochschulen des deutschen Sprachraumes weit verbreitet zugänglich).
Seit 2006 wird die Datenbank von WISDOM, Austrian Data Archive, unter dem Namen FODOS weitergeführt. Die Daten aus IDAS wurden in FODOS übernommen.
Die Forschungsprojekte der WU werden seit dem Jahr 2000 vom Forschungsservice der WU in FIDES (Forschungs-Informations-Dokumentations-Evaluations-System) erfasst.

### Provenienzforschungsprojekt
Seit Mai 2010 gibt es an der Bibliothek ein Projekt zur Provenienzforschung. Im Zuge dieses Projekts wurden 50.000 Bücher autopsiert. Nun finden Recherchen zu 154 als bedenklich eingestuften Erwerbungen statt. Ein Werk konnte bereits restituiert werden.

### Weitere Projekte und Kooperationen
- ePub: Elektronische Publikationsplattform an der WU
- Österreichischer Bibliothekenverbund
- EBSLG: European Business Schools Librarians’ Group
- Nereus: Netzwerk europäischer Bibliotheken im Bereich Wirtschaftswissenschaften